# Rattle and Hum
Rattle and Hum és el sisè àlbum de la banda irlandesa de rock U2, llançat al mercat l'octubre de 1988. El nom també fa referència a la pel·lícula que l'acompanyava.